# Chasseurs de dragons
Chasseurs de dragons (svenska: Drakjägarna) är en fransk 3D-animerad film från 2008 regisserad av Arthur Qwak och Guillaume Ivernel som bygger på den tecknade serien från 2007 med samma namn. Filmen producerades av franska Futurikon och är en fransk-tysk-luxemburgsk samproduktion.
Filmen hade världspremiär den 20 mars 2008 i bland annat Australien, Nya Zeeland, Kazakstan och Ryssland, den 26 mars samma år hade filmen biopremiär i Frankrike, Belgien och Luxemburg.

## Handling
Filmen är en förhistoria till TV-serien den bygger på och handlar om drakjägarna Gwizdo och Lian Chu som får i uppdrag att hitta och döda en legendarisk drake innan den förstör världen.

## Rollista
| Roll        | Fransk röst    | Engelsk röst    |
| ----------- | -------------- | --------------- |
| Lian-Chu    | Vincent Lindon | Forest Whitaker |
| Gwizdo      | Patrick Timsit | Rob Paulsen     |
| Zoé         | Marie Drion    | Mary Mouser     |
| Herr Arnold | Philippe Nahon | Nick Jameson    |
| Gildas      | Amanda Lear    | Jess Harnell    |
| Hector      | Jérémy Prévost | Dave Wittenberg |

## Produktion
Filmen producerades av franska Futurikon i samproduktion med Mac Guff Ligne, LuxAnimation, France 3 Cinéma, tyska Trixter Studios och luxemburgiska RTL-TVI med finansiering från Centre National de la Cinématographie, FilmFernsehFonds Bayern, Bayerischer Bankenfonds och Film Fund Luxembourg och distribuerades internationellt av Futurikon.

## Mottagande
Med en budget på 12 miljoner amerikanska dollar tjänade filmen in 12 235 843 dollar, varav 40% i Frankrike.